# Bádminton en los Juegos Asiáticos de 2014
El torneo de bádminton en los Juegos Asiáticos de 2014 se realizó en Incheon (Corea del Sur), entre el 20 y el 29 de septiembre de 2014.
En total fueron disputadas en este deporte siete pruebas diferentes, tres masculinas, tres femeninas y una mixta.

## Medallero
| Núm. | País          | Oro | Plata | Bronce | Total |
| ---- | ------------- | --- | ----- | ------ | ----- |
| 1    | China         | 4   | 3     | 2      | 9     |
| 2    | Corea del Sur | 2   | 1     | 1      | 4     |
| 3    | Indonesia     | 1   | 2     | 2      | 5     |
| 4    | Japón         | 0   | 1     | 1      | 2     |
| 5    | Malasia       | 0   | 0     | 4      | 4     |
| 6    | China Taipéi  | 0   | 0     | 2      | 2     |
| 7    | Hong Kong     | 0   | 0     | 1      | 1     |
| 7    | India         | 0   | 0     | 1      | 1     |
|      | TOTAL         | 7   | 7     | 14     | 28    |